# 一貫性の原理
一貫性の原理（いっかんせいのげんり）は、人間の持つ心理の一つである。この用語はマーケティングでも応用されることがある。

## 概要
人には、自身の行動、発言、態度、信念などを一貫したものとしたいという心理があり、この心理を「一貫性の原理」と呼ぶ。この心理の根底には、一貫性を保つことは社会生活において他者から高い評価を受けるという考え、複雑な要因の絡み合った社会生活での将来的な行動決定においてより簡易に行動を決定することができるなどの要因があるといわれる。
例えば買い続けている月刊誌が内容が面白くないと感じても、新刊が出るとつい買ってしまったり、好きな歌手のCDだからという理由だけで買ってしまうという行動などである。また一旦観だした映画はたとえ途中で面白くないと感じた場合でも、最後まで見てしまうなどなどが例として挙げられる。
「自らが何らかの物事にかかわりを持っている」場合と「他人に注目されている」場合には特に一貫性の原理が働きやすい。前者では人から手伝いを頼まれ引き受けると2度目以降も断りにくくなるといった例、後者では禁煙を実行する際に一人でするよりは家族や友人、同じ目的を持つサークルなどの中で宣言して行う場合のほうが成功しやすいなどがあげられる。

## マーケティングやビジネスへの応用
「フット・イン・ザ・ドア・テクニック」と呼ばれる手法は「一貫性の原理」を利用しているビジネスの例である。これは、顧客に対して小さな（一般的には顧客にとって損失のない）要求を行い、それが受け入れられてから大きな要求を行うという手法である。試食というプロモーション戦略には「返報性の原理」が働く場合もあるが、客が求めていない状況で積極的に試食や購入を促すケースでは、試食を受け入れた顧客が、自身の行動の一貫性を保ちたいがために購入の要求も受け入れてしまうという、「一貫性の原理」も働いている場合がある。「フット・イン・ザ・ドア・テクニック」という名前は、訪問販売員が開いたドアの間に足を入れ、話だけでも聞いてほしいという小さな要求を足がかりに販売成功に持っていくという話に由来する。
また、「ローボール・テクニック」（特典除去法）と呼ばれる手法も「一貫性の原理」を利用している例である。これは、悪い条件を隠しておき、顧客が購入を決定した後で条件を出すという手法である。中古車ショップなどで掲げられている金額が車体本体の価格のみで、重量税などの諸経費が含まれていないことが購入を決めた後で判っても、一度購入すると決めた後ではその決定を覆してまでキャンセルしようとはなかなか考えない。購入を決めた後で、手違いにより在庫がないと伝えられ、ワンランク上の商品なら多少金額が上乗せになるが在庫があると伝えられると、仕方がないとして購入してしまう。こういった手法を指す言葉である。不動産業をはじめ多くのビジネスで広く「おとり広告」というこの心理を利用した販売テクニックが利用されてきた。「ローボール・テクニック」という名前は、キャッチボールで、初めは取りやすい高さの低い球筋のボールを投げ、徐々に高い球筋のボールに上げていくと、高い球筋のボールでもキャッチできるようになるという話に由来する。